# Magic Circle Music
Magic Circle Music är ett skivbolag för hårdrocksband, som grundades år 2006 av Manowars basist Joey DeMaio. 
Magic Circle Music anordnar även den årligen återkommande metalfestivalen Magic Circle Festival.

## Band
- Bludgeon
- David Shankle Group
- Feinstein
- Guardians of the Flame
- HolyHell
- Jack Starr's Burning Starr
- Joe Stump
- Luca Turilli
- Luca Turilli's Dreamquest
- Manowar
- Metal Force
- Rhapsody of Fire